# Francis Jourdain
Francis Jourdain (* 2. November 1876 in Paris; † 31. Dezember 1958 ebenda) war ein französischer Maler, Dekorateur, Möbeldesigner und Autor.

## Leben und Werk
Francis Jourdain wuchs in Paris als Sohn des berühmten Architekten Frantz Jourdain unter Intellektuellen auf. Er war Schüler des Malers Eugène Carrière und stellte ab 1897 eigene Bilder aus, schwenkte aber bald (endgültig 1913) zur Innenarchitektur, zur Dekoration, zum Theater- und Filmdekor sowie zum Kunsthandwerk um, wo Alexandre Charpentier sein Lehrer war. Auf der Weltausstellung Paris 1900 wurde er für Glasfenster ausgezeichnet. Er schuf Wandmalereien für die Villa Majorelle. Er eröffnete eine Schreinerwerkstadt für revolutionär moderne Möbel und entwarf ab 1913 Billigmöbel für die Arbeiterklasse. Er war Bühnenbildner für Jacques Copeau und sein Théâtre du Vieux-Colombier. 1934 schuf er die Dekors für den Film Atalante von Jean Vigo.

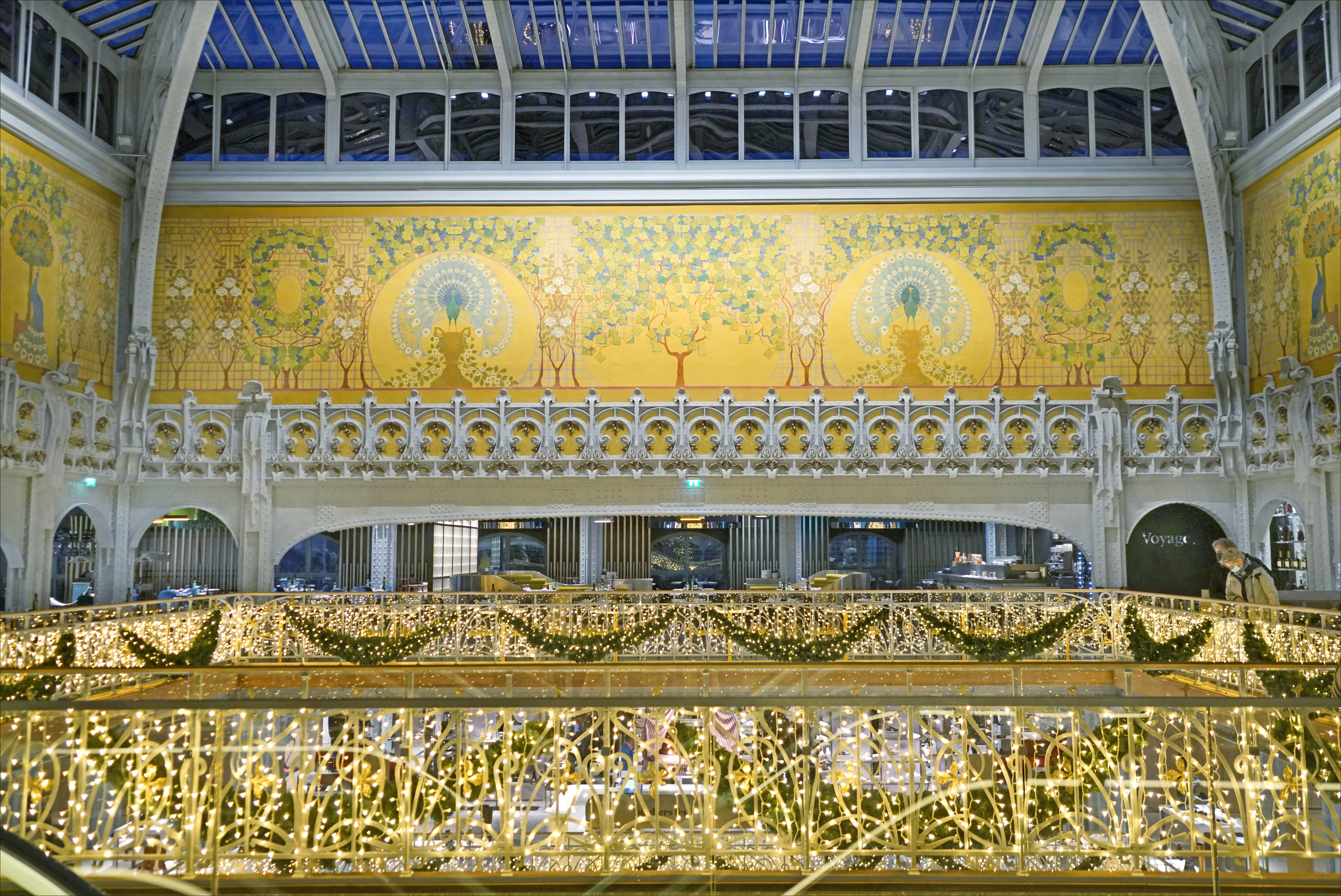
Pfaufresko im Kaufhaus La Samaritaine in Paris (Maler:Francis Jourdain)

Daneben war er literarisch tätig und schrieb ab 1895 für die Zeitschrift La Plume. Er gehörte zu dem Kreis junger Autoren, der sich von 1904 bis 1907 regelmäßig im Dorf Carnetin bei Paris traf und der in neuester Zeit als Groupe de Carnetin identifiziert ist. Die weiteren Mitglieder waren Michel Yell, Charles-Louis Philippe, der Anwalt Charles Chanvin (1877–1953), Léon-Paul Fargue, Léon Werth, Régis Gignoux, Marcel Ray, Valery Larbaud und, als einzige Frau, Marguerite Audoux. Die Gruppe hatte durch Yell engen Kontakt zu André Gide und durch Jourdain zu Octave Mirbeau, dessen Unterstützung für den sensationellen Erstlingserfolg von Marguerite Audoux’ Roman Marie-Claire von ausschlaggebender Bedeutung war.

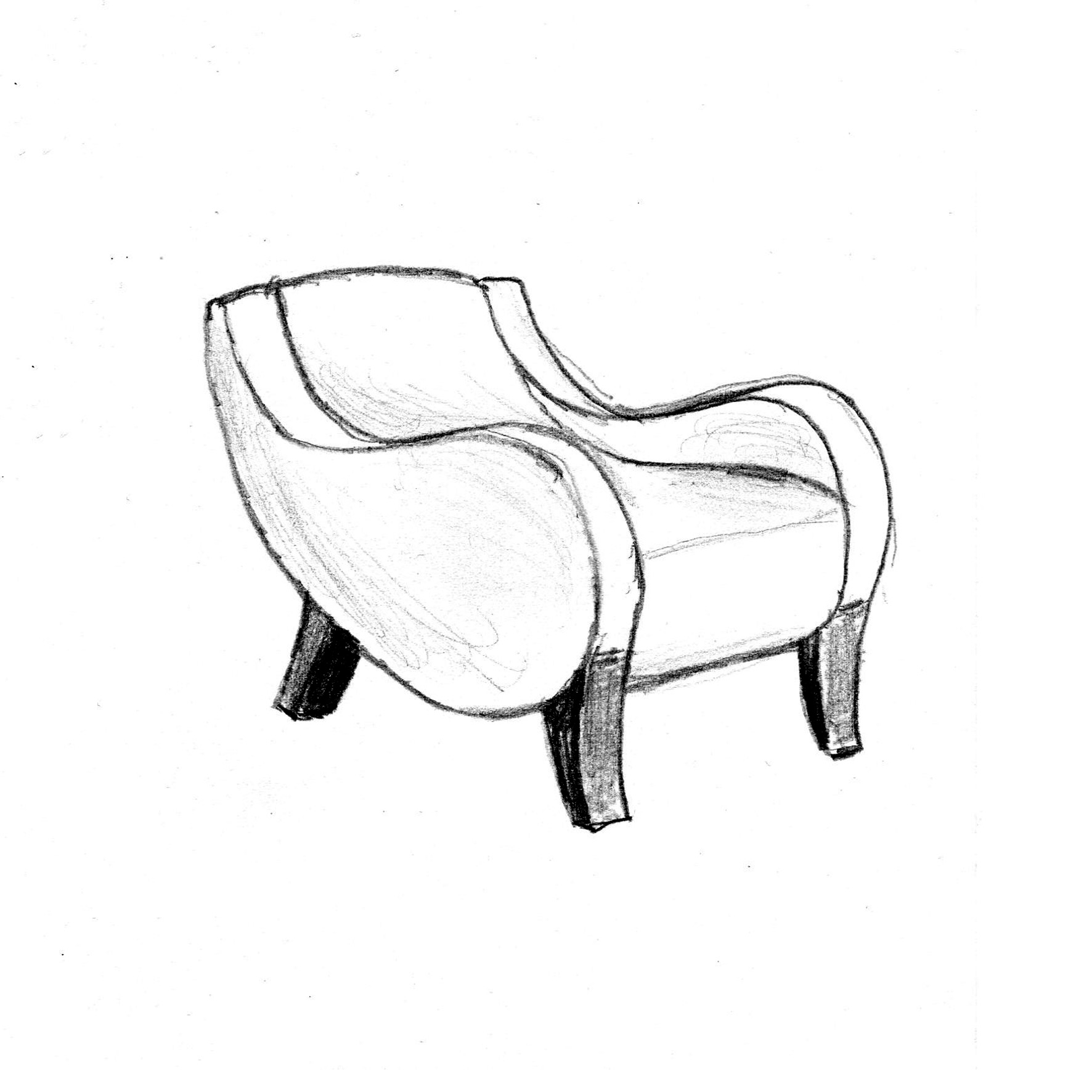
Sessel (1925) von Francis Jourdain

1932 organisierte Francis Jourdain mit Henri Barbusse und Romain Rolland einen Anti-Kriegs-Kongress. 1944 trat er in die Kommunistische Partei ein und wurde 1945 der erste Präsident der Sozialeinrichtung Secours populaire français. In der Nachkriegszeit schrieb er Künstlermonographien (von denen zwei auch ins Deutsche übersetzt wurden) und 4 Bände Lebenserinnerungen.

## Werke (Auswahl)
- (mit Robert Foissin) Madagascar, «île du bonheur». Bureau d’éditions, Paris 1933.
- Chardin 1699–1779. Braun, Paris [193.]
- Luc et quelques autres. Bibliothèque française, Paris 1946. (Roman)
- Utrillo. Braun, Paris 1949.
- Toulouse-Lautrec. Braun, Paris ohne Jahr.
- Cézanne. Braun, Paris 1950.
- Né en 76. Éditions du Pavillon, Paris 1951. (Erinnerungen)
- Félix Vallotton. P. Cailler, Genf 1953.
  - (deutsch) Félix Vallotton. Verlag der Kunst VEB, Dresden 1967. (übersetzt von Katharina Scheinfuß)
- Sans remords ni rancune. Souvenirs épars d’un vieil homme né en 76... Corrêa, Paris 1953. Delga, Paris 2014 (Vorwort von Jean-Louis Leconte).
- Un grand imagier. Alexandre Steinlen. Éditions Cercle d’art, Paris 1954.
- Jours d’alarme, souvenirs... Corrêa, Paris 1954.
- Marquet. Éditions Cercle d’art, Paris 1959.
  - (deutsch) Albert Marquet. Verlag der Kunst, Dresden 1959. (übersetzt von Gitta Frenzel)
- De mon temps. Propos tenus à un moins de vingt ans par un moins de cent ans. F. Maspero, Paris 1963.